# Roger Plaxton
Hayward Alan Roger (Roger) Plaxton (Parry Sound, 2 juni 1904 - Toronto, 20 december 1963) was een Canadese ijshockeyspeler. 
Plaxton mocht deelnemen aan de Olympische Winterspelen 1928 omdat zijn neef Hugh zich sterk had gemaakt voor zijn aanwezigheid. Plaxton kwam als verdediger in drie wedstrijden in actie en veroverde met de Canadese ploeg de gouden medaille.